# Polycentropus surinamensis
Polycentropus surinamensis är en nattsländeart som beskrevs av Oliver S. Flint Jr. 1974. Polycentropus surinamensis ingår i släktet Polycentropus och familjen fångstnätnattsländor. Inga underarter finns listade i Catalogue of Life.